# 2016年夏季奧林匹克運動會申辦過程
2007年9月13日，七个城市申办2016年夏季奥林匹克运动会和残疾人奥林匹克运动会，他们均于2007年9月14日获国际奥委会承认为申办城市。尽管包括纽约和洛杉矶在内的多个城市承认考虑主办2016年奥运会，但2008年6月4日，国际奥委会执行委员会选拔芝加哥、马德里、里约热内卢和东京四个城市为候选城市，最终决定将在希腊雅典的会议上做出。其他申办城市巴库、多哈和布拉格均被淘汰。
2008年1月14日，国际奥委会工作组详细研究申请文件后选出四大候选城市。四大城市于2009年2月11日向国际奥委会提交申办文件。国际奥委会评估委员会于芝加哥（2009年4月4日-7日）、东京（2009年4月16日-19日）、里约热内卢（2009年5月2日-4月27日）和马德里（2009年5月5日-8日）进行实地考察。在纳瓦尔·穆塔瓦基尔的领导下，评审委员会于选举前一个月的2009年9月2日发布报告。
2009年10月2日，四大举办城市的国家元首出席了丹麦哥本哈根举办的第121届国际奥委会大会。芝加哥在贝拉中心率先演讲，接着是东京、里约热内卢和马德里，包括西班牙国王、奥普拉·温弗里和球王比利。投票前，国际奥委会评估委员会在会议上提交报告。芝加哥在第一轮投票中失利，接着是东京，符合条件的国际奥委会城市都被要求在三轮详尽的投票过程中投票。
里约热内卢在最后一轮以66票压倒性击败32票的马德里，赢得2016年夏季奥运会及残奥会的举办权。巴西和里约热内卢将是首个举办夏季奥运会的葡语国家和南美城市。这一消息由国际奥委会主席雅克·罗格在公开转播的仪式上宣布。这一冗长和集约化的史上最严格的申办过程，以间谍活动、种族主义和反对运动等争议著称。

## 申办过程
奥运会申办过程始于国家奥林匹克委员会向国际奥委会提交申请，结束于国际奥委会成员在常会上选出主办城市。该过程受奥林匹克宪章第5章第34条约束。
自1999年以来，该过程由两个阶段组成。第一阶段在申请截止时间过后立即开始，“申办城市”需要回答一份涵盖成功的运动会组织重要性主题的问卷。该信息能让奥委会分析城市的承载能力及其计划中的优缺点。详细调查调查问卷和随后的报告后，国际奥委会执行委员会将选出有资格进入下一阶段的城市。第二阶段是真正的资格候选阶段：被接受的申请城市（从现在起被称为“候选城市”）须以一份更广泛、更详细的候选人资格文件的形式，提交第二份问卷。这些文件被由国际奥委会委员、国际体育联合会、国家奥委会、运动员代表、国际残疾人奥林匹克委员会和各个领域的国际专家组成的国际奥委会评估委员会仔细研究。评估委员会成员随后到每个候选城市视察四天，检查举办场馆，简单了解资格候选文件所涵盖的主题。评估委员会在国际奥委会大会选举前一个月，将视察结果报告成交给国际奥委会成员。
国际奥委会大会将选出主办城市，于没有提出奥运会申请的国家召开。选举由现任国际奥委员会委员（不包括名誉和荣誉委员）组成，每人一票，候选城市所在国家的成员不能投票。投票分几轮进行，直至有候选城市达到了绝对多数的票数。若第一轮未出现这种情况，则淘汰得票数最少的城市，开始另一轮投票。在最低票数并列的情况下，将进行特殊的决选，继续在下一轮决出冠军。每一轮结束后，公布淘汰掉的城市。宣布主办城市后，成功的申办代表团与国际奥委会签署“主办城市合同”，代表着赛事组织的责任将落实到该城市和各自的国家奥委会。

### 评估

#### 申请阶段

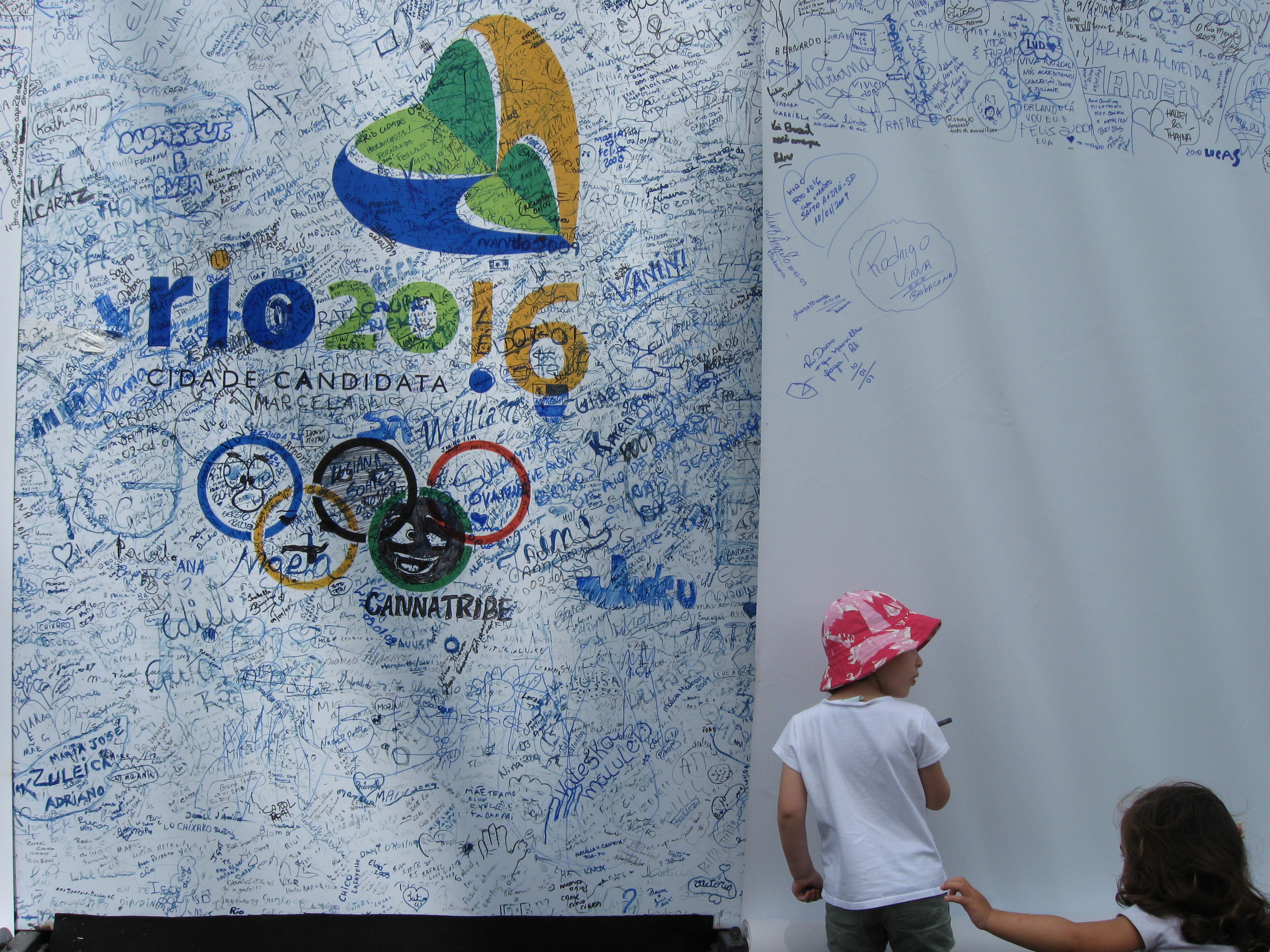
一位小女孩在支持里约热内卢申办2016年奥运会的签名板上留名，摄于2009年1月。

2007年9月13日是2016年夏季奥林匹克运动会申请的最后限期。七个城市于该日期前提交申请，并在2008年1月14日最后限期前提交第一阶段调查问卷。透过分析调查问卷，基于从每份调查问卷上政治与社会支持、一般基础设施、体育场馆、奥运村、环境、住宿、交通、保安、以往经验、经济和遗产十一个主题所得的分数，给出每个城市的加权平均数。如果申办所得分数高于6（即国际奥委会预先定好的基准分数），则该城市被视为非常有能力举办奥运会，否则机会非常渺茫。2008年6月4日，国际奥委员宣布候选城市：五个得分最高的申办城市中的四个成为正式候选城市进入到下一阶段。根据规定，国际奥委会授予他们在资格候选标志上使用奥运五环的权利，作为每个候选城市的标签标识。国际奥委会选择让里约热内卢击败多哈，打破惯例，得分较高的城市多哈被击败。多哈的缺点在于人口小、缺乏设施，比赛日期大大超出了国际奥委会所能接受的窗口期。一般情况下，国际奥委会选择所有得分最高的申请，要达到既定的最低基准。
工作组将评估报告分为11大具体主题和权重：政府支持、法律问题和公众舆论（2）、一般基础设施（5）、体育场馆（4）、奥运村（3）、环境条件和影响（2）、住宿（5）、交通理念（3）、保安（3）、以往体育赛事经验（2）、经济（3）和总体项目和遗产（3）。权重设置由1至5，5最高，由工作组按各自标准评分，反映申请城市在该申办阶段的信息水平和在七年的准备时间里达到组织奥运会的水平的潜力。工作组将6设置为最低等级（0-10）。该等级由工作组根据每个申请城市的主次标准评判，反映了工作组（质量、数量、位置、概念等方面）的评估。
| 标准                         | 权重       |      |      |      |      |      |      |        |        |      |      |      |      |      |      |
| 标准                         | 权重       |      |      | 美国 | 美国 |      |      | 西班牙 | 西班牙 | 捷克 | 捷克 | 巴西 | 巴西 | 日本 | 日本 |
| 标准                         | 权重       | 最小 | 最大 | 最小 | 最大 | 最小 | 最大 | 最小   | 最大   | 最小 | 最大 | 最小 | 最大 | 最小 | 最大 |
| ---------------------------- | ---------- | ---- | ---- | ---- | ---- | ---- | ---- | ------ | ------ | ---- | ---- | ---- | ---- | ---- | ---- |
| 住宿                         | 5          | 2.6  | 4.8  | 9.4  | 9.8  | 5.5  | 7.7  | 7.8    | 8.8    | 5.1  | 5.8  | 5.5  | 6.4  | 9.6  | 10.0 |
| 环境条件和影响               | 2          | 4.2  | 6.0  | 6.0  | 8.0  | 6.4  | 8.2  | 7.4    | 8.8    | 5.4  | 7.4  | 5.6  | 7.6  | 7.6  | 8.8  |
| 以往体育赛事经验             | 2          | 3.8  | 6.4  | 5.4  | 8.0  | 6.0  | 7.6  | 7.2    | 8.2    | 4.4  | 6.4  | 6.6  | 7.9  | 6.0  | 8.0  |
| 经济                         | 3          | 4.8  | 6.4  | 6.5  | 8.0  | 6.7  | 8.6  | 6.5    | 8.5    | 4.8  | 6.7  | 6.0  | 7.7  | 7.0  | 8.5  |
| 一般基础设施                 | 5          | 3.8  | 5.6  | 5.5  | 7.4  | 5.5  | 7.5  | 7.9    | 8.9    | 4.2  | 6.0  | 5.3  | 7.2  | 7.6  | 8.9  |
| 政府支持、法律问题和公众舆论 | 3          | 5.7  | 7.4  | 6.2  | 7.9  | 7.0  | 8.7  | 7.5    | 9.0    | 4.3  | 6.7  | 7.3  | 8.8  | 7.0  | 8.5  |
| 奥运村                       | 3          | 6.8  | 8.1  | 7.0  | 8.6  | 6.9  | 8.6  | 7.4    | 8.7    | 4.9  | 7.2  | 6.0  | 7.7  | 7.5  | 8.9  |
| 总体项目和遗产               | 3          | 3.0  | 5.0  | 5.0  | 8.0  | 5.0  | 7.0  | 8.0    | 9.0    | 4.0  | 5.0  | 5.5  | 8.0  | 7.0  | 9.0  |
| 安保                         | 3          | 4.4  | 5.8  | 7.1  | 8.2  | 5.5  | 7.1  | 7.1    | 7.9    | 4.4  | 6.1  | 4.6  | 7.0  | 7.9  | 9.0  |
| 体育场馆                     | 4          | 3.2  | 5.6  | 5.8  | 7.2  | 6.8  | 8.2  | 7.9    | 8.8    | 5.0  | 6.3  | 5.8  | 7.4  | 6.9  | 8.7  |
| 交通概念                     | 3          | 6.0  | 8.5  | 5.3  | 7.8  | 6.5  | 8.3  | 8.0    | 9.0    | 4.8  | 7.0  | 5.5  | 7.5  | 7.5  | 8.5  |
| 总平均得分                   | 总平均得分 | 4.3  | 4.3  | 7.0  | 7.0  | 6.9  | 6.9  | 8.1    | 8.1    | 5.3  | 5.3  | 6.4  | 6.4  | 8.3  | 8.3  |

#### 资格候选阶段
曾主持2012年夏季奥林匹克运动会运动会申办过程的摩洛哥人纳瓦尔·穆塔瓦基尔担任评估委员会主席。其他成员包括奥运会执行主任吉尔伯特·费利、中华台北国际奥委会委员吴经国、英国国际奥委会委员克雷格·里德、法国国际奥委会委员盖里·杜鲁特、埃及国际奥委会委员穆尼尔·萨比特、俄罗斯国际奥委会会员兼运动会委员会代表亚历山大·波波夫、荷兰国际奥委会委员兼夏季奥运单项运动总会代表埃尔斯·范·布雷达·维里斯曼和澳大利亚国际残奥会代表格雷戈里·哈同。
委员会于2009年第二季度开展实地考察，4月2日-8日拜访芝加哥，4月14日-20日拜访东京，4月27日-5月3日拜访里约热内卢，5月4日-9日拜访马德里。与往年不同的是，委员会的考察市场从四天增至七天。他们于选举前一个月的2009年10月向国际委员会委员发表全面的技术鉴定。

### 选举
第121届国际奥林匹克委员会大会于2009年10月2日在丹麦哥本哈根召开，举行最终投票。当地时间16点49分，里约热内卢被宣布为举办城市。结果如下表：

### 表2：2016年举办城市选举投票结果
| 城市                                                          | 城市       | 国家奥委会   | 回合1 | 回合1 | 回合2 | 回合2 | 回合3 | 回合3 |  | 不符合条件的委员                                                                                | 不符合条件的委员                                                                     |
| 里约热内卢                                                    | 里约热内卢 | 巴西 (COB)   | 26    | 26    | 46    | 46    | 66    | 66    |  | 候选城市所属国家成员 (7)                                                                        | 其他国际奥委会成员 (4)                                                               |
| 马德里                                                        | 马德里     | 西班牙 (COE) | 28    | 28    | 29    | 29    | 32    | 32    |  | 候选城市所属国家成员 (7)                                                                        | 其他国际奥委会成员 (4)                                                               |
| 东京                                                          | 东京       | 日本 (JOC)   | 22    | 22    | 20    | 20    | —     | —     |  | - 安妮塔·德弗朗茨 - 伊斯顿 - 猪谷千春 - 冈野俊一郎 - 阿维兰热 - 卡洛斯·亚瑟·努兹曼 - 小萨马兰奇 | - 罗格 （国际奥委会主席） - 李健熙 （停职） - 迪亚略 （缺席） - 萨库·科伊乌 （缺席） |
| 芝加哥                                                        | 芝加哥     | 美国 (USOC)  | 18    | 18    | —     | —     | —     | —     |  | - 安妮塔·德弗朗茨 - 伊斯顿 - 猪谷千春 - 冈野俊一郎 - 阿维兰热 - 卡洛斯·亚瑟·努兹曼 - 小萨马兰奇 | - 罗格 （国际奥委会主席） - 李健熙 （停职） - 迪亚略 （缺席） - 萨库·科伊乌 （缺席） |
|                                                               |            |              |       |       |       |       |       |       |  | - 安妮塔·德弗朗茨 - 伊斯顿 - 猪谷千春 - 冈野俊一郎 - 阿维兰热 - 卡洛斯·亚瑟·努兹曼 - 小萨马兰奇 | - 罗格 （国际奥委会主席） - 李健熙 （停职） - 迪亚略 （缺席） - 萨库·科伊乌 （缺席） |
| 场地                                                          |            | 投票结果     |       |       |       |       |       |       |  | - 安妮塔·德弗朗茨 - 伊斯顿 - 猪谷千春 - 冈野俊一郎 - 阿维兰热 - 卡洛斯·亚瑟·努兹曼 - 小萨马兰奇 | - 罗格 （国际奥委会主席） - 李健熙 （停职） - 迪亚略 （缺席） - 萨库·科伊乌 （缺席） |
| 贝拉中心 第121届国际奥林匹克委员会大会 2009年10月2日 哥本哈根 |            | 合资格委员   | 95    | 95    | 97    | 97    | 99    | 99    |  | - 安妮塔·德弗朗茨 - 伊斯顿 - 猪谷千春 - 冈野俊一郎 - 阿维兰热 - 卡洛斯·亚瑟·努兹曼 - 小萨马兰奇 | - 罗格 （国际奥委会主席） - 李健熙 （停职） - 迪亚略 （缺席） - 萨库·科伊乌 （缺席） |
| 贝拉中心 第121届国际奥林匹克委员会大会 2009年10月2日 哥本哈根 |            | 与会人数     | 94    | 94    | 96    | 96    | 98    | 98    |  | - 安妮塔·德弗朗茨 - 伊斯顿 - 猪谷千春 - 冈野俊一郎 - 阿维兰热 - 卡洛斯·亚瑟·努兹曼 - 小萨马兰奇 | - 罗格 （国际奥委会主席） - 李健熙 （停职） - 迪亚略 （缺席） - 萨库·科伊乌 （缺席） |
| 贝拉中心 第121届国际奥林匹克委员会大会 2009年10月2日 哥本哈根 |            | 缺席人数     | 0     | 0     | 1     | 1     | 0     | 0     |  | - 安妮塔·德弗朗茨 - 伊斯顿 - 猪谷千春 - 冈野俊一郎 - 阿维兰热 - 卡洛斯·亚瑟·努兹曼 - 小萨马兰奇 | - 罗格 （国际奥委会主席） - 李健熙 （停职） - 迪亚略 （缺席） - 萨库·科伊乌 （缺席） |
| 贝拉中心 第121届国际奥林匹克委员会大会 2009年10月2日 哥本哈根 |            | 有效票数     | 94    | 94    | 95    | 95    | 98    | 98    |  | - 安妮塔·德弗朗茨 - 伊斯顿 - 猪谷千春 - 冈野俊一郎 - 阿维兰热 - 卡洛斯·亚瑟·努兹曼 - 小萨马兰奇 | - 罗格 （国际奥委会主席） - 李健熙 （停职） - 迪亚略 （缺席） - 萨库·科伊乌 （缺席） |

## 申办城市
| 2006年9月1日，巴西奥林匹克委员会宣布里约热内卢申办第三十一届夏季奥林匹克运动会。这是该城市自1936年、1940年、2004年和2012年的四次失利后，首次进入资格候选阶段。里约将成为首个举办该赛事的巴西和南美城市。里约计划在城市里举办所有项目，给赛事带来动感，增加运动员的互动。其中，将在巴拉、科帕卡瓦纳、德奥多罗和马拉卡纳四个奥运会园区设立七个比赛场馆，而足球比赛将在贝洛奥里藏特、巴西利亚、萨尔瓦多和圣保罗等城市举行。奥运赛事预定日期为8月5日到8月21日，残奥运会日期则为9月7日（巴西独立日）到9月18日。里约热内卢在以前的申请中落败的原因，主要在于缺乏基础设施、安保和组织国际体育赛事的经验。巴西曾主办1950年世界杯足球赛，里约是比赛城市之一和决赛地点，尽管有过数次改革，但随着时间的推移，结构已经退化。然而，里约在2007年7月13日到7月29日举办了第十五届泛美运动会，让城市从失败中复苏。泛美体育组织主席马里奥·巴斯克斯·拉纳在闭幕式演讲中盛赞本届赛事是该项赛事史上办得最好的一届。巴西在2014年再次举办世界杯，给第二次举办赛事决赛的里约带来更多的经验。里约热内卢奥林匹克组织委员会表示，整座城市将改造成一个用于庆祝这一体育盛事的奥运剧场。里约的地形补充了紧凑的空间，包含七个坐落在四个奥运园区——巴拉、科帕卡瓦纳、德奥多罗和马拉卡纳的比赛场馆，全部位于城市内。概念中心区巴拉是该城市较新和发展最快的地区，由山地、海滩和泻湖构成。申办标志于2007年12月17日在里约热内卢市立剧院举行的巴西奥运奖颁奖典礼上揭晓，该标志被委员会选入最终四强。巴西奥委会选用里约最突出的标志糖面包山（葡萄牙語：Pão de Açucar）作为标志。该景观呈心形，反过来代表着巴西不容置疑的热情和对赛事的积极。                                         |        |                            |        |  |  |
| |        |                            |        |  |  |
| 马德里 | 西班牙 | 西班牙奥林匹克委员会 (COE) | 第二名 |  |  |
| 伦敦被选为2012年夏季奥林匹克运动会举办城市的当天，马德里市市长表示有意申办2016年赛事。考虑到在2012年申办中的强劲表现，一年后，市议会一致同意申办。2007年5月，市长阿尔韦托·路易兹-加利亚东向西班牙奥林匹克委员会（西班牙語：Comité Olímpico Español)递交文件，马德里成为了赛事的唯一一个西班牙候选城市。西班牙曲棍球联合会副委员长梅赛德斯·科根被选为项目女主席。前国际奥委会主席胡安·安东尼奥·萨马兰奇也为这个新的尝试提供帮助。马德里从2012年的申办中良好声誉获益，拥有85%的场馆和多次举办奥运会资格赛的经验。后来的计划突显了两大比赛园区，一处位于东边，一处位于曼萨纳雷斯河沿岸。85%的马德里人支持申办，同时有60%认为能够成功。但潜在的问题是，自1952年以来，没有一个大洲连续举办过夏季奥委会。伦敦主办了2012年的赛事，希腊雅典主办了2004年的赛事。此外，2014年冬季奥林匹克运动会在欧洲的俄罗斯城市索契举办，2006年冬季奥林匹克运动会在意大利都灵举办。然而申办主席科根指出，国际奥委会选的是城市而不是大洲。名位“Corle”的手印状申办标志受到马德里市民的欢迎。标识中隐藏着一个象征着马德里的“M”字。该标志经公开比赛选出。 |        |                            |        |  |  |
| |        |                            |        |  |  |
| 东京 | 日本   | 日本奥委会 (JOC)           | 亚军   |  |  |
| 在日本奥委会2006年8月的选拔中，东京击败福冈。东京有着与韩国共同举办2002年世界杯足球赛的成功经验。日本以前也有在东京举办1964年夏季奥林匹克运动会、在札幌举办1972年冬季奥林匹克运动会和在长野举办1998年冬季奥林匹克运动会的经验。东京凭借东京湾的戏剧性环境，宣扬“有史以来最紧凑和高效的一届奥运会”。类似于过去的当选城市，东京承诺整修破败的工业区，从海湾收回土地。尽管在火车、公园和街道有大量的宣传，东京的民意支持落后于其他城市，支持率从2007年12月的62%和2008年的72%，跌至2009年5月的56%。尽管东京继续尝试在申办中宣传高规格场地和东京马拉松等赛事，附近地区在2008年主办过北京奥运会。具体而言，投票一年过后的京奥干涉到了东京的申办。东京的标志是一个表达祝福的传统打结彩带，采用奥运五色。东京在第二轮投票中遭到淘汰，后来在2013年选为2020年夏季奥林匹克运动会举办城市。 |        |                            |        |  |  |
| |        |                            |        |  |  |
| 芝加哥 | 美国   | 美国奥林匹克委员会 (USOC)  | 第四名 |  |  |
| 2007年4月14日，美国奥林匹克委员会选择芝加哥参加2016年奥运会申办。以前，芝加哥本来要主办1904年夏季奥林匹克运动会，但最终被在同年举办世博会的圣路易斯抢去。1996年亚特兰大奥运会是美洲大陆最近期的一届夏季奥运会。芝加哥拥有庞大的交通交通系统，众多场馆和强大的体育文化。该计划将奥运园区设在密歇根湖岸边，城市经验完全是正面因素。芝加哥是举办过男女曲棍球、棒球、篮球、足球和橄榄球赛的少数美国城市之一。另一个好处是城市位于美国的中心地带，中央时区非常适合北美电视网络和有线电视广播的转播，从而有利于全国广播公司向国际奥委会支付最高转播权力。计划包括在城市南侧的华盛顿公园设立临时的奥林匹克体育场，在西侧设立游泳馆，一些赛事将在麦考密克会展中心和南方卢普区的奥运村湖岸举办。然而，目前拆迁所在地亿元的成本飙升，需要为奥运村寻找其他地方。27处奥运场馆中的22处将位于奥运村15公里内的四个园区中。5个新场馆和11个临时场馆将为赛事临时搭建。申办费用（493万美元）将由私营部门承担。基础设施费用将由政府一直资助。该申办由总部位于芝加哥的媒体大亨奥普拉·温弗瑞、奥运冠军迈克尔·菲尔普斯、NBA球星兼前芝加哥公牛队球员迈克尔·乔丹和芝加哥人美国总统贝拉克·奥巴马进行宣传，奥巴马还出席了哥本哈根的国际奥委会会议。然而，当地民众的支持比其他申办城市要小。美国媒体报道称芝加哥在基础设施、支持度和金钱方面是最强的竞争者。不过芝加哥在国际奥委会的评估报告中仅位列第三，技术方面落后于东京和马德里。一些国际奥委会委员也怨恨美国奥委会拿走较大份额的收益而与国际奥委会长期结怨。目前，美国奥委会在谈判中争取到可行的解决方案。最终，芝加哥在第一轮投票中收到最少得票数被第一个淘汰，对芝加哥申办团队的抵制成为一大干扰。 |        |                            |        |  |  |
| |        |                            |        |  |  |

## 候选城市
| 阿塞拜疆首都巴库宣布申办奥运会，最初的研究表明申办2016年夏季奥运会需要花费200亿美元的成本。作为一个由石油带动经济蓬勃发展的国家的首都，巴库有足够的赛事资金。不幸的是，城市的基础设施自苏联解体以来恶化。此外，南高加索地区还有三个冻结中的政治冲突。国际奥委会考虑得较少的因素是主办国的体育遗产。阿塞拜疆是个历史很短的独立国家，所以奥运历史也很短，直至1996年才派出参赛队，迄今只获得三枚金牌。阿塞拜疆组织委员会于2007年11月决定申办，经第一副总理亚各布·艾宇博夫批准。体育部长阿扎德·拉季莫夫让里海美洲集团在政府的帮助下准备申办手册。巴库的淘汰并不让人意外，一名内部人士表示该城市计划没有符合国际标准的体育设施，旅游不发达，伴有地区冲突。他表示2020年或2024年会使巴库的机会，当时将有更重要的论据来赢得申办权。巴库的标识描绘了戈布斯坦岩石艺术文化景观的岩刻图像，当地有反映了古人类文化遗存的定居点和墓葬。 |      |                            |          |  |  |
| |      |                            |          |  |  |
| 多哈 |      | 卡塔尔奥林匹克委员会 (QOC) | 没有入围 |  |  |
| 2006年亚洲运动会结束后，多哈提出申办，将28亿美元用于基础设施和场地上。多哈的申办赢得了很多区域组织的支持，如亚奥理事会主席和海湾合作委员会。卓望区杜哈体育城是申办的核心所在，曾用于2006年亚运会。卡塔尔正处在发展时期，石油储备如巴库一样丰富，非常适合用于资助大型赛事。相比开罗，多哈是阿拉伯世界唯一一个提出申办的城市，有专家推测，国际奥委会可能会让其入选最终名单以示回报。尽管处在战乱地区，卡塔尔仍被认为是一个开放的国家，宣扬包容和革新，向地区宣扬和平与包容的强烈讯息。多哈七八月的气温高达45°C，组委会因此提出要在10月举办运动会，尽管没有先例（如墨西哥城和悉尼），但技术上的要求除外。由于多哈和卡塔尔总体上是现代奥运会申办城市中最小的城市（人口分别为50万和140万），卡塔尔人必须将创新带给邻国的观众，从而提高售票率。跟阿塞拜疆、卡塔尔所考虑的一样，卡塔尔的遗产很小，因给外籍运动员发放“便利护照”以填补战绩的做法而受到批评。仅有两座场馆建成，一个赛车场和一个棒球场，新运动员村正在设计中。此外，卡塔尔还计划建造世界上最先进的残奥会赛场，以及为2011年亚洲杯足球赛建立全球第一个地下体育场。多哈的申办标志为一朵春天的花“al dahma”，采用传统的棕红色装饰，“多哈”以阿拉伯文书写。 |      |                            |          |  |  |
| |      |                            |          |  |  |
| 布拉格 | 捷克 | 捷克奥林匹克委员会 (ČOV)   | 没有入围 |  |  |
| 2007年3月22日，布拉格透过53-10-3的议会投票结果宣布申办。作为欧洲最美丽的旅游城市，布拉格符合国际奥委会对候选城市的文化要求。凭借强大的体育历史和优秀的住宿条件，布拉格有当一个难忘的主办国的潜力。然而，布拉格的体育场馆很少，该计划包括建设三个体育中心——一个是在布拉格或布尔诺的自行车赛车场，一个是在现有的布拉格-苏特卡水上公园中建造的游泳馆，还有一个是在莱特纳尼的奥运会综合场馆。水上乐园的游泳池将建成奥运五环状。其他划船场馆则在利普诺、莱西斯和特罗哈建设。布拉格计划将萨玆卡体育馆（现O2体育场）用作体操比赛，翻新或使用斯特拉霍夫体育场。进一步的细节则强调只有30%的建筑会永久留作遗产。市长帕维尔·贝姆等政府官员表达最初的支持后，布拉格的申办遥遥无期。考虑到目前缺乏体育场馆及其他重要的奥运会基础体育设施，以及2012年伦敦主办奥运会，巴拉格能为日后的申办热身。布拉格纠结着有爱在全国范围内取得更广泛支持，即便总统瓦茨拉夫·克劳斯公开表示担心预算和面子工程。2007年10月的一项民意调查仅获得50%的较低支持。布拉格的申办标志是桂冠的分支，是胜利和庆祝活动传统象征。 |      |                            |          |  |  |
| |      |                            |          |  |  |

## 其他城市
- 布里斯班等澳大利亚城市表达了兴趣。[93]
- 泰国曼谷因在2004年奥运会上的强劲表现而表示出极大的热情，但后来改为申办2010年青年运动会。[94]
- 比利时布鲁塞尔在一些政客认为应组织比利时城市和荷兰城市联合承办2000年欧洲杯后表示出兴趣。[95][96]
- 阿根廷布宜诺斯艾利斯曾参与2004年夏季奥运会的申办。[97]
- 南非开普敦和德班表示有兴趣。[98]
- 印度新德里原定参与申办，[99]后来在2007年4月宣布申办2020年夏季奥林匹克运动会[100]
- 阿联酋迪拜曾正式申办，但最终不了了之。[101]
- 日本奥委会淘汰了福冈和札幌这两大内部候选城市。[102]
- 休斯敦和费城被美国奥委会淘汰，旧金山因失去体育场资助而撤回申办，洛杉矶输给了芝加哥。[103]
- 土耳其伊斯坦布尔打破其申办每一场比赛的一贯政策，发誓再试一次。[104]
- 葡萄牙里斯本考虑过申办。[105]
- 墨西哥奥委会否认蒙特雷提出申办。[106]
- 蒙特利尔和多伦多曾表达兴趣，但在温哥华赢得2010年冬季奥林匹克运动会后放弃了所有申办计划。[107][108][109][110]
- 肯尼亚体育部长表示内罗毕有申办的兴趣，但现在不是时候。[111][112][113]
- 意大利罗马曾是领先的候选城市，但后来宁愿等待2020年而撤出。[114]
- /  圣地亚哥和蒂华纳曾讨论过联合申办第一届两个共同举办的奥运会。[115]

## 预测指数
GameBids.com和Around the Rings两大网站专门从事奥运会申办城市的指数预测。他们定期分布对候选城市的分析，分别给出0-100和0-110的评分。得分所产生的数字用来将候选城市与过去成功的申办作比较，可能会评估出日后潜在的成功者。GamesBids.com的评分名为BidIndex，AtR的为Power Index。
| 候选城市              | GamesBids BidIndex | Around the Rings PowerIndex |
| --------------------- | ------------------ | --------------------------- |
| 巴库 (申办详情)       | 36.43              | ...                         |
| 芝加哥 (申办详情)     | 61.24              | 83                          |
| 多哈 (申办详情)       | 53.46              | ...                         |
| 马德里 (申办详情)     | 57.80              | 80                          |
| 布拉格 (申办详情)     | 37.17              | ...                         |
| 里约热内卢 (申办详情) | 61.42              | 84                          |
| 东京 (申办详情)       | 59.02              | 80                          |

两个指数都正确预测出赢家是里约热内卢，但未能预测到芝加哥的表现不佳，首个从四强名单中淘汰。马德里展现出强劲的实力，是里约的最终竞争者。
1. ^ 2009年9月10日发布。多哈、布拉格和巴库不再接受预测，其得分2008年5月28日公布。
2. ^ 截至2009年9月27日。